# Дардан
Вижте пояснителната страница за други значения на Дардан.
Дардан (на гръцки: Δάρδανος) в древногръцката митология е син на Зевс и плеядата Електра.
Според най-разпространената версия на мита, той е тракиец, роден на остров Самотраки и оттам се преселил във Фригия. Там основал едноименния град, който според Омир се намирал в подножието на планината Ида. Родоначалник на племето дардани. По-късни източници го отъждестяват с исторически съществувалия на брега на Хелеспонт (сега Мраморно море) град Дардан. Оженил се за дъщерята на фригийския цар – Батия. След смъртта на цар Тевкър, Дардан станал владетел на всички области, получили името Дардания. Според генеалогията, изложена в Илиада и приета с добавки в по-късни източници, Дардан е баща на Ил, основателя на Троя и дядо на Трос. Така, той е и родоначалник на троянските царе и предтеча на Хектор и Еней. Според Дионис от Халикарнас, Дардан има двама сина – Ерхитоний и Закинтос, който бил първият обитател на острова, по-късно наречен на негово име.
Дардан има от първата му съпруга Хриса, дъщерята на титана Палант, внучка на Крий, два сина: Деймант и Идей.